# Enterococcus faecium
Enterococcus faecium – bakteria Gram-dodatnia należąca do enterokoków, dawniej klasyfikowano ją do paciorkowców grupy D (według serotypowania Lancefield). Fizjologicznie występuje w przewodzie pokarmowym człowieka, jednak może być również czynnikiem chorobotwórczym i wywoływać np. zakażenie układu moczowego, zapalenie wsierdzia.

## Leczenie
Lekiem z wyboru w zakażeniach miejscowych były dawniej aminopenicyliny. Ponieważ prawie wszystkie szczepy E. faecium nabyły oporność na te antybiotyki, antybiotykiem I rzutu stała się wankomycyna. Jednak coraz częściej pojawia się oporność wśród tych bakterii również i na ten antybiotyk (szczepy VRE). Na E. faecium oporne na wankomycynę można zastosować linezolid albo chinuprystynę-dalfoprystynę (E. faecalis jest oporny na działanie streptogramin). W zakażeniach układu moczowego skuteczna jest nitrofurantoina.
E. faecium ma naturalną oporność na cefalosporyny, klindamycynę, kotrimoksazol oraz na karbapenemy (czym różni się od E. faecalis, które są wrażliwe na karbapenemy).